# Samsung Galaxy A8s
Samsung Galaxy A8s — смартфон середнього рівня, розроблений Samsung Electronics, що входить до серії Galaxy A і був представлений в Китаї 10 грудня 2018 року. В Південній Кореї пристрій був представлений 25 січня 2019 року під назвою Samsung Galaxy A9 Pro (2019).
Це перший смартфон з дисплеєм Infinity-O, що має круглий виріз в екрані під фронтальну камеру. Це також перший смартфон Samsung без 3,5 мм роз'єму під на навушники і перший смартфон серії Galaxy A з РК-дисплеєм.

## Дизайн
Передня панель виконана зі скла Corning Gorilla Glass 3, задня панель — зі скла Gorilla Glass 5, а рамка — з алюмінію.
Знизу знаходяться роз'єм USB-C, мікрофон та динамік, зверху — додатковий мікрофон, зліва — слот під 2 SIM-картки і карту пам'яті та кнопка виклику голосового асистента Bixby, а справа — гойдалка регулювання гучності та кнопка блокування. Ззаду розташовані овальний вертикальний острівець потрійної камери, LED-спалах та сканер відбитків пальців 
Galaxy A8s/A9 Pro (2019) продавався в 3 кольорах: сірому, блакитному та зеленому. Також тільки Galaxy A8s отримав два спеціальних видання: FE (Female Edition), що має жовто-рожевий градієнт, та Unicorn Edition, що має рожево-блакитний градієнт.

## Технічні характеристики

### Апаратне забезпечення

#### Платформа
Пристрій отримав систему на кристалі Qualcomm Snapdragon 710 з графічним процесором Adreno 616.

#### Акумулятор
Акумуляторна батарея отримала об'єм 3400 мА·год та підтримку швидкої зарядки на 18 Вт.

#### Камера
Смартфон отримав основну потрійну камеру, що складається із ширококутного об'єктива на 24 Мп з діафрагмою f/1.7 та фазовим автофокусом, телеоб'єктива на 10 Мп з діафрагмою f/2.4, автофокусом та 2x оптичним зумом і сенсора глибини на 5 Мп з діафрагмою f/2.2. Також пристрій отримав ширококутну фронтальну камеру на 24 Мп з діафрагмою f/2.0. Основна камера вміє записувати відео в роздільній здатності до 4K@30fps, а передня — до 1080p@30fps.

#### Екран
Пристрій має 6,4-дюймовий екран Infinity-O (з круглим вирізом в лівому верхньому кутку) типу IPS LCD з роздільною здатністю Full HD+ (2340 × 1080), щільністю пікселів 403 ppi та співвідношенням сторін 19,5:9.

#### Пам'ять
Galaxy A8s має 6 ГБ або 8 ГБ оперативної пам'яті залежно від конфігурації, натомість Galaxy A9 Pro (2019) має тільки 6 ГБ оперативної пам'яті. Обидва мають 128 ГБ пам'яті постійного зберігання, яку можна розширити картою пам'яті формату microSD до 512 ГБ.

### Програмне забезпечення
Galaxy A8s/A9 Pro (2019) був випущений на Samsung Experience 9.5 на базі Android 8.1 Oreo і був оновлений до One UI 2.0 на базі Android 10.